# Pisky
Pisky (en ucraniano: Піски; en ruso: Пески́, Peskí) es una aldea en óblast de Donetsk, Ucrania. El nombre proviene de un depósito de arena que se encontró allí.
En 2014-2016, durante la Guerra del Donbás, hubo batallas entre el ejército ucraniano y las fuerzas de la autoproclamada República Popular de Donetsk. El pueblo cambió de manos muchas veces y ha sido controlada por el ejército ucraniano desde el 21 de julio de 2014. A fines de julio de 2022, Píski se convirtió en un campo de batalla en una renovada ofensiva rusa durante la Batalla de Avdiivka.
La ciudad se encuentra ocupada por Rusia desde el 24 de agosto del año 2022.
En el censo de 2001, la población era de 2160 habitantes. En enero de 2019, quedaban sólo 9 civiles en la aldea. Estas pocas personas viven en sus propias viviendas destruidas por la guerra, sótanos o dependencias de sus propios hogares, así como en las cuevas de las formaciones militares. Debido a las hostilidades en curso en Píski, no hay suministro regular de gas, agua y energía, la infraestructura de transporte, las tiendas y las oficinas de correos no funcionan. El 95% de los edificios residenciales están en ruinas. La asistencia a la población civil es brindada por la Cruz Roja, el ACNUR y la Misión Humanitaria de Asistencia a la Población Civil.